# Connarus coriaceus
Connarus coriaceus é uma espécie de planta com flor pertencente à família Connaraceae.
A espécie foi descrita por Gustav August Ludwig David Schellenberg, tendo sido publicada em Candollea 2: 108. 1925.

## Brasil
Esta espécie é nativa e não endémica do Brasil, podendo ser encontrada nas Regiões Centro-Oeste e Norte. Em termos fitogeográficos pode ser encontrada no domínio da Amazônia.